# Korea (Telatyn)
Korea – część wsi Telatyn w Polsce, położona w województwie lubelskim, w powiecie tomaszowskim, w gminie Telatyn.
W latach 1975–1998 Korea administracyjnie należała do województwa zamojskiego.